# Chelanops atlanticus
Chelanops atlanticus es una especie de arácnido  del orden Pseudoscorpionida de la familia Chernetidae.

## Distribución geográfica
Se encuentra en las islas Tristán de Acuña.